# 31470 Alagappan
31470 Alagappan è un asteroide della fascia principale. Scoperto nel 1999, presenta un'orbita caratterizzata da un semiasse maggiore pari a 2,5913538 UA e da un'eccentricità di 0,1404130, inclinata di 2,91445° rispetto all'eclittica.